# Rezerwat przyrody Mszar Pogorzelski
Rezerwat przyrody Mszar Pogorzelski – torfowiskowy rezerwat przyrody położony we wschodniej części Otwocka w województwie mazowieckim. Leży w granicach Mazowieckiego Parku Krajobrazowego.
Został powołany Zarządzeniem Ministra Ochrony Środowiska i Zasobów Naturalnych z dnia 19 lutego 1987 (M.P. z 1987 r. nr 7, poz. 55). Zajmuje powierzchnię 35,08 ha.
Przedmiotem ochrony jest torfowisko wysokie i przejściowe oraz otaczające je wydmy z charakterystyczną florą i fauną. Rosną tu m.in. charakterystyczne dla torfowisk bagno zwyczajne, rosiczka okrągłolistna, modrzewnica zwyczajna, borówka bagienna i z rzadka żurawina błotna oraz wełnianka pochwowata. Na wydmach natomiast spotkać można runo charakterystyczne dla borów suchych.
W wyniku zmian poziomu wód gruntowych występuje tu obecnie sukcesja roślin.